# Robert Moncuit
Robert Moncuit ist ein familiengeführtes Champagnerhaus in Le Mesnil-sur-Oger. Le Mesnil liegt im Weinbaugebiet Champagne. An diesem Ort besitzen auch die Wettbewerber Krug und Salon wichtige Lagen. Der nur acht Hektar große Betrieb gehört zu den Grand-Cru-Produzenten und ist ausschließlich mit Chardonnay bestockt. Die Jahresproduktion beträgt 60.000 Flaschen. Die Lagen der Gemeinde besitzen sehr kalkhaltige Böden, die den Grundweinen Finesse und Mineralität verleihen.

## Geschichte
Die Gründung als Weingut fällt auf das Jahr 1889, in dem Alex Moncuit begann, Wein zu erzeugen. Erst 1928 mit Robert Moncuit in der dritten Generation wurde mit der Schaumwein-Herstellung begonnen. In den Jahren 1935 bis 1987 wurden auch Jahrgangssekte hergestellt, heute beschränkt sich die Produktion ausschließlich auf Cuvées, um eine gleichbleibende Qualität sicherzustellen. Seit 2000 arbeitet mit Pierre Moncuit, Sohn von Françoise Moncuit bereits die fünfte Familiengeneration im Betrieb mit.

## Produkte
Cuvée réservée brut
Dieser Wein wird auf verschiedenen Lagen der Gemeinde Le Mesnil-sur-Oger angebaut, ist aber immer von einem Jahrgang. Die Weinbereitung erfolgt in temperaturkontrollierten Edelstahltanks. Bei der kontrollierten Gärung erfolgt der biologische Säureabbau. Die Reife auf der Hefe dauert sechs Monate. Der Restzuckergehalt beträgt 8 g/l.
Cuvée réservée extra brut
Die Extra-Brut-Champagner werden selektioniert geerntet, um beim gesamten Lesegut den optimalen Reifezeitpunkt zu erhalten. Beim Verschnitt der separat gekelterten Weine werden verschiedene Jahre gemischt, um dem Wein möglichst viel Fruchtaromen zu geben. Die Rebsorte Chardonnay verleiht den Weinen große Reinheit, die dem Champagne Extra Brut eine ausgeprägt florale Note mit strahliger „Nervigkeit“ verleiht. Die Gärung erfolgt wie beim Cuvée réservée brut. Der Restzuckergehalt beträgt je nach Jahrgang 2–4 g/l.
Grande Cuvée Grand Cru Blanc de Blancs
Dieser Champagner wird ausschließlich in den besten Jahren hergestellt. Der aktuelle Jahrgang wird dann mit den beiden ältesten Jahrgängen verschnitten. Alle Weinberge liegen in Südlage und sind 50 Jahre oder älter. Im Weinberg wird zuvor ertragsreduziert gearbeitet, das sehr niedrige Leistung bringt, den Grundweinen aber eine beeindruckende Aromenvielfalt verleiht. Die Reife auf der Hefe erfolgt grundsätzlich bis zum Ende des Winters. Der Restzuckergehalt liegt bei 6 g/l.